# Премія «Оскар» за найкращу роботу художника-постановника
Премія «Оскар» за найкращу роботу художника-постановника — престижна нагорода Американської академії кіномистецтва, яку присуджують щорічно.
З 1940 по 1966 роки цю нагороду вручали окремо кольоровим і чорно-білим фільмам.

## Переможці та номінанти
Переможці вказуються першими у кольоровому рядку, а за ними — інші кандидати.

### 1920-ті
| Церемонія                        | Фільм                  | Художник-постановник |
| -------------------------------- | ---------------------- | -------------------- |
| 1-ша (1927/28)                   |                        |                      |
| ★ «Голуб»                        | Вільям Кемерон Мензіес |                      |
| ★ «Буря»                         | Вільям Кемерон Мензіес |                      |
| «Схід: Пісня двох людей»         | Рохус Глізе            |                      |
| «Сьоме небо»                     | Гаррі Олівер           |                      |
| 2-га (1928/29)                   |                        |                      |
| ★ «Міст короля Людовика Святого» | Седрік Гіббонс         |                      |
| «Патріот»                        | Ганс Дрейер            |                      |
| «Динаміт»                        | Мітчелл Лейзен         |                      |
| «Алібі»                          | Вільям Кемерон Мензіес |                      |
| «Пробудження»                    | Вільям Кемерон Мензіес |                      |
| «Вуличний ангел»                 | Гаррі Олівер           |                      |

### 1930-ті
| Церемонія                             | Фільм                                         | Художник(и)-постановник(и) |
| ------------------------------------- | --------------------------------------------- | -------------------------- |
| 3-тя (1929/1930)                      |                                               |                            |
| ★ «Король джазу»                      | Герман Росс                                   |                            |
| «Король-бродяга»                      | Ганс Дрейер                                   |                            |
| «Парад кохання»                       | Ганс Дрейер                                   |                            |
| «Бульдог Драммонд»                    | Вільям Кемерон Мензіс                         |                            |
| «Саллі»                               | Джек Окей                                     |                            |
| 4-та (1930/1931)                      |                                               |                            |
| ★ «Сімаррон»                          | Макс Ре                                       |                            |
| «Вупі!»                               | Річард Дей                                    |                            |
| «Марокко»                             | Ганс Дрейер                                   |                            |
| «Свенгалі»                            | Антон Грот                                    |                            |
| «Тільки уявіть»                       | Стівен Гуссон, Ральф Хаммерас                 |                            |
| 5-та (1931/1932)                      |                                               |                            |
| ★ «Трансатлантичний корабель»         | Гордон Вайлз                                  |                            |
| «Свободу нам!»                        | Лазар Меерсон                                 |                            |
| «Ерровсміт»                           | Річард Дей                                    |                            |
| 6-та (1932/1933)                      |                                               |                            |
| ★ «Кавалькада»                        | Вільям С. Дарлінґ                             |                            |
| «Коли дами зустрічаються»             | Седрік Гіббонс                                |                            |
| «Прощавай, зброє»                     | Ганс Дрейер, Роланд Андерсон                  |                            |
| 7-ма (1934)                           |                                               |                            |
| ★ «Весела вдова»                      | Седрік Гіббонс, Фредрік Гоуп                  |                            |
| «Романи Челліні»                      | Річард Дей                                    |                            |
| «Веселе розлучення»                   | Ван Нест Полґлейс, Керролл Кларк              |                            |
| 8-ма (1935)                           |                                               |                            |
| ★ «Темний янгол»                      | Річард Дей                                    |                            |
| «Циліндр»                             | Керролл Кларк, Ван Нест Полґлейс              |                            |
| «Життя бенгальського улана»           | Роланд Андерсон, Ганс Дрейер                  |                            |
| 9-та (1936)                           |                                               |                            |
| ★ «Додсворт»                          | Річард Дей                                    |                            |
| «Ентоні нещасний»                     | Антон Грот                                    |                            |
| «Великий Зігфільд»                    | Седрік Гіббонс, Едді Імазу, Едвін Б. Вілліс   |                            |
| «Ллойд з Лондона»                     | Вільям С. Дарлінґ                             |                            |
| «Чудовий Брут»                        | Альберт С. Д'Агостіно, Джек Оттерсон          |                            |
| «Ромео і Джульєтта»                   | Седрік Гіббонс, Фредрік Гоуп, Едвін Б. Вілліс |                            |
| «Вінтерсет»                           | Перрі Фергюсон                                |                            |
| 10-та (1937)                          |                                               |                            |
| ★ «Втрачений горизонт»                | Стівен Гуссон                                 |                            |
| «Підкорення»                          | Седрік Гіббонс, Вільям Хорнінг                |                            |
| «Дівчинка в біді»                     | Керролл Кларк                                 |                            |
| «Тупик »                              | Річард Дей                                    |                            |
| «Кожен день - свято»                  | Віард Інен                                    |                            |
| «Життя Еміля Золя»                    | Антон Грот                                    |                            |
| «Карусель Мангеттен»                  | Джон Віктор Маккей                            |                            |
| «В'язень Зенди»                       | Лайл Вілер                                    |                            |
| «Душі на морі»                        | Ганс Дрейер, Роланд Андерсон                  |                            |
| «Вок 1938-го року»                    | Олександр Толубов                             |                            |
| «Крихітка Віллі Вінкі»                | Вільям С. Дарлінґ, Девід С. Холл              |                            |
| «Ти мила»                             | Джек Оттерсон                                 |                            |
| 11-та (1938)                          |                                               |                            |
| ★ «Пригоди Робін Гуда»                | Карл Жюль Вейл                                |                            |
| «Пригоди Тома Соєра»                  | Лайл Вілер                                    |                            |
| «Регтайм бенд Олександра»             | Бернард Герзбрун, Борис Левен                 |                            |
| «Алжир»                               | Олександр Толубов                             |                            |
| «Безтурботний»                        | Ван Нест Полґлейс                             |                            |
| «Дурники Голдвіна»                    | Річард Дей                                    |                            |
| «Свято»                               | Стівен Гуссон, Лайонел Бенкс                  |                            |
| «Якби я був королем»                  | Ганс Дрейер, Джон Б. Гудман                   |                            |
| «Божевільна музика»                   | Джек Оттерсон                                 |                            |
| «Марія-Антуанетта»                    | Седрік Гіббонс                                |                            |
| «Весело ми живемо»                    | Чарльз Д. Холл                                |                            |
| 12-та (1939)                          |                                               |                            |
| ★ «Звіяні вітром»                     | Лайл Вілер                                    |                            |
| «Бо Гесте»                            | Ганс Дрейер, Роберт Оделл                     |                            |
| «Капітан Ф'юрі»                       | Чарльз Д. Холл                                |                            |
| «Перше кохання»                       | Джек Оттерсон, Мартін Обзіна                  |                            |
| «Любовна справа»                      | Ван Нест Полґлейс, Альфред Герман             |                            |
| «Людина завоювання»                   | Джон Віктор Макей                             |                            |
| «Містер Сміт вирушає до Вашингтона»   | Лайонел Бенкс                                 |                            |
| «Приватне життя Єлизавети та Ессекса» | Антон Грот                                    |                            |
| «Прийшли дощі»                        | Вільям С. Дарлінґ, Джордж Дадлі               |                            |
| «Диліжанс»                            | Олександр Толубов                             |                            |
| «Чарівник країни Оз»                  | Седрік Гіббонс, Вільям Хорнінг                |                            |
| «Буремний перевал»                    | Джеймс Басеві                                 |                            |

### 1940-ві
| Церемонія    | Фільм                            | Артдиректор(и)                       | Художник-декоратор(и)                 |
| ------------ | -------------------------------- | ------------------------------------ | ------------------------------------- |
| 13-та (1940) | Чорно-білий                      | Чорно-білий                          | Чорно-білий                           |
| 13-та (1940) | ★ «Гордість і упередження»       | Седрік Гіббонс, Пол Гроусс           | —                                     |
| 13-та (1940) | «Воскресни, кохання моє»         | Ганс Дреєр, Роберт Ашер              | —                                     |
| 13-та (1940) | «Аризона»                        | Лайонел Бенкс, Роберт Петерсон       | —                                     |
| 13-та (1940) | «Хлопці з Сиракуз»               | Джек Оттерсон                        | —                                     |
| 13-та (1940) | «Темна команда»                  | Джон Віктор Маккей                   | —                                     |
| 13-та (1940) | «Іноземний кореспондент»         | Олександр Голіцин                    | —                                     |
| 13-та (1940) | «Ліліан Рассел»                  | Річард Дей, Джозеф Чарльз Райт       | —                                     |
| 13-та (1940) | «Моя кохана дружина»             | Ван Нест Полґлейс, Марк-Лі Кірк      | —                                     |
| 13-та (1940) | «Сину мій, сину мій!»            | Джон Дюкассе Шульце                  | —                                     |
| 13-та (1940) | «Наше містечко»                  | Льюїс Дж. Рахміл                     | —                                     |
| 13-та (1940) | «Ребекка»                        | Лайл Р. Вілер                        | —                                     |
| 13-та (1940) | «Морський яструб»                | Антон Грот                           | —                                     |
| 13-та (1940) | «Вестерн»                        | Джеймс Басеві                        | —                                     |
| 13-та (1940) | Кольоровий                       |                                      |                                       |
| 13-та (1940) | ★ «Багдадський злодій»           | Вінсент Корда                        | —                                     |
| 13-та (1940) | «Гірка солодкість»               | Седрік Гіббонс, Джон С. Детлі        | —                                     |
| 13-та (1940) | «Навіть по-аргентинськи»         | Річард Дей, Джозеф Чарльз Райт       | —                                     |
| 13-та (1940) | «Північно-Західна кінна поліція» | Ганс Дреєр, Роланд Андерсон          | —                                     |
| 14-та (1941) | Чорно-білий                      | Чорно-білий                          | Чорно-білий                           |
| 14-та (1941) | ★«Якою зеленою була моя долина»  | Річард Дей, Натан Юран               | Томас Літтл                           |
| 14-та (1941) | «Громадянин Кейн»                | Перрі Фергюсон, Ван Нест Полґлейс    | Роланд Філдс, Даррелл Сілвера         |
| 14-та (1941) | «Вогонь Нового Орлеана»          | Мартін Обзіна, Джек Оттерсон         | Расселл Гаусман                       |
| 14-та (1941) | «Стримай світанок»               | Ганс Дрейер, Роберт Ашер             | Самуель М. Комер                      |
| 14-та (1941) | «Дами на пенсії»                 | Лайонел Бенкс                        | Джордж Монтгомері                     |
| 14-та (1941) | «Маленькі лисиці»                | Стівен Гуссон                        | Говард Брістол                        |
| 14-та (1941) | «Сержант Йорк»                   | Джон Г'юз                            | Фред М. Маклін                        |
| 14-та (1941) | «Син Монте-Крісто»               | Джон Дюкассе Шульц                   | Едвард Бойл                           |
| 14-та (1941) | «Захід»                          | Олександр Голіцин                    | Річард Ірвін                          |
| 14-та (1941) | «Та жінка Гамільтон»             | Вінсент Корда                        | Джулія Герон                          |
| 14-та (1941) | Коли дами зустрічаються"         | Седрік Гіббонс, Рендалл Дуелл        | Едвін Б. Вілліс                       |
| 14-та (1941) | «Сіс Хопкінс»                    | (Номінація відкликана)               | (Номінація відкликана)                |
| 14-та (1941) | Кольоровий                       |                                      |                                       |
| 14-та (1941) | ★«Квіти в пилу»                  | Седрік Гіббонс, Урі МакКлірі         | Едвін Б. Вілліс                       |
| 14-та (1941) | «Кров та пісок»                  | Річард Дей, Джозеф Чарльз Райт       | Томас Літтл                           |
| 14-та (1941) | «Луїзіанська покупка»            | Рауль Пене дю Буа                    | Стівен Сеймур                         |
| 15-та (1942) | Чорно-білий                      | Чорно-білий                          | Чорно-білий                           |
| 15-та (1942) | ★ «Це понад усе»                 | Річард Дей, Джозеф Чарльз Райт       | Томас Літтл                           |
| 15-та (1942) | «Тут спав Джордж Вашингтон»      | Макс Паркер, Марк-Лі Кірк            | Кейсі Робертс                         |
| 15-та (1942) | «Чудові Амберсони»               | Альберт С. Д'Агостіно                | Роланд Філдс, Даррелл Сілвера         |
| 15-та (1942) | «Гордість янкі»                  | Перрі Фергюсон                       | Говард Брістол                        |
| 15-та (1942) | «Випадкова жнива»                | Седрік Гіббонс, Рендалл Дуелл        | Едвін Б. Вілліс, Джек Д. Мур          |
| 15-та (1942) | «Шанхайський жест»               | Борис Левен                          | Борис Левен                           |
| 15-та (1942) | «Срібна королева»                | Ральф Бергер                         | Еміль Курі                            |
| 15-та (1942) | «Спойлери»                       | Джон Б. Гудман, Джек Оттерсон        | Расселл Гаусман, Едвард Рей Робінсон  |
| 15-та (1942) | «Візьми листа, кохана»           | Ганс Дреєр, Роланд Андерсон          | Самуель М. Комер                      |
| 15-та (1942) | «Розмови про місто»              | Лайонел Бенкс, Рудольф Стернад       | Фей Бебкок                            |
| 15-та (1942) | Кольоровий                       |                                      |                                       |
| 15-та (1942) | ★ «Моя дівчина Сел»              | Річард Дей, Джозеф Чарльз Райт       | Томас Літтл                           |
| 15-та (1942) | «Арабські ночі»                  | Олександр Голіцин, Джек Оттерсон     | Расселл Гаусман, Айра С. Вебб         |
| 15-та (1942) | «Капітани хмар»                  | Тед Сміт                             | Кейсі Робертс                         |
| 15-та (1942) | «Книга джунглів»                 | Вінсент Корда                        | Джулія Герон                          |
| 15-та (1942) | «Пожни дикий вітер»              | Ганс Дреєр, Роланд Андерсон          | Джордж Соулі                          |
| 16-та (1943) | Чорно-білий                      | Чорно-білий                          | Чорно-білий                           |
| 16-та (1943) | ★ «Пісня Бернадетти»             | Джеймс Басеві, Вільям С. Дарлінг     | Томас Літтл                           |
| 16-та (1943) | «П'ять могил до Каїра»           | Ганс Дреєр, Ернст Феґте              | Бертрам К. Грейнджер                  |
| 16-та (1943) | «Політ за свободу»               | Альберт С. Д'Агостіно, Керролл Кларк | Даррелл Сілвера, Харлі Міллер         |
| 16-та (1943) | «Мадам Кюрі»                     | Седрік Гіббонс, Пол Гроусс           | Едвін Б. Вілліс, Х'ю Хант             |
| 16-та (1943) | «Місія до Москви»                | Карл Жюль Вейл                       | Джордж Джеймс Гопкінс                 |
| 16-та (1943) | «Полярна зірка»                  | Перрі Фергюсон                       | Говард Брістол                        |
| 16-та (1943) | Кольоровий                       |                                      |                                       |
| 16-та (1943) | ★ «Привид опери»                 | Олександр Голіцин, Джон Б. Гудман    | Расселл Гаусман, Айра С. Вебб         |
| 16-та (1943) | «По кому подзвін»                | Ганс Дреєр, Голдейн Дуглас           | Бертрам К. Грейнджер                  |
| 16-та (1943) | «Уся банда в зборі»              | Джеймс Басеві, Джозеф Чарльз Райт    | Томас Літтл                           |
| 16-та (1943) | «Це - армія»                     | Джон Г'юз                            | Джордж Джеймс Гопкінс                 |
| 16-та (1943) | «Тисячі привітань»               | Седрік Гіббонс, Деніел Каткарт       | Едвін Б. Вілліс, Жак Мерсеро          |
| 17-та (1944) | Чорно-білий                      | Чорно-білий                          | Чорно-білий                           |
| 17-та (1944) | ★ «Газове світло»                | Седрік Гіббонс, Вільям Феррарі       | Павло Гульдщинський, Едвін Б. Вілліс  |
| 17-та (1944) | «Адреса невідома»                | Лайонел Бенкс, Вальтер Гольшер       | Джозеф Кіш                            |
| 17-та (1944) | «Пригоди Марка Твена»            | Джон Г'юз                            | Фред М. Маклін                        |
| 17-та (1944) | «Казанова Браун»                 | Перрі Фергюсон                       | Джулія Герон                          |
| 17-та (1944) | «Лора»                           | Лайл Р. Вілер, Ліланд Фуллер         | Томас Літтл                           |
| 17-та (1944) | «Не час для кохання»             | Ганс Дреєр, Роберт Ашер              | Самуель М. Комер                      |
| 17-та (1944) | «Відколи ти пішов»               | Марк-Лі Кірк                         | Віктор Ганжелін                       |
| 17-та (1944) | «Крокуй жвавіше»                 | Альберт С. Д'Агостіно, Керролл Кларк | Даррелл Сілвера, Клод Е. Карпентер    |
| 17-та (1944) | Кольоровий                       |                                      |                                       |
| 17-та (1944) | ★«Вілсон»                        | Віард Інен                           | Томас Літтл                           |
| 17-та (1944) | «Кульмінація»                    | Джон Б. Гудман, Олександр Голіцин    | Расселл Гаусман, Айра С. Вебб         |
| 17-та (1944) | «Дівчина з обкладинки»           | Лайонел Бенкс, Кері Оделл            | Фей Бебкок                            |
| 17-та (1944) | «Пісня пустелі»                  | Чарльз Нові                          | Джек МакКонагі                        |
| 17-та (1944) | «Кісмет»                         | Седрік Гіббонс, Деніел Б. Каткарт    | Едвін Б. Вілліс, Річард Пефферле      |
| 17-та (1944) | «Дама в темряві»                 | Ганс Дреєр, Рауль Пене дю Буа        | Рей Мойєр                             |
| 17-та (1944) | «Принцеса і пірат»               | Ернст Феґте                          | Говард Брістол                        |
| 18-та (1945) | Чорно-білий                      | Чорно-білий                          | Чорно-білий                           |
| 18-та (1945) | ★ «Кров на сонці»                | Віард Інен                           | Роланд Філдс                          |
| 18-та (1945) | «Небезпечний експеримент»        | Альберт С. Д'Агостіно, Джек Окей     | Даррелл Сілвера, Клод Е. Карпентер    |
| 18-та (1945) | «Ключі від королівства»          | Джеймс Басеві, Вільям С. Дарлінг     | Томас Літтл, Френк Е. Г'юз            |
| 18-та (1945) | «Любовні листи»                  | Ганс Дреєр, Роланд Андерсон          | Самуель М. Комер, Рей Мойєр           |
| 18-та (1945) | «Портрет Доріана Грея»           | Седрік Гіббонс, Ганс Петерс          | Едвін Б. Вілліс, Джон Бонар, Х'ю Хант |
| 18-та (1945) | Кольоровий                       |                                      |                                       |
| 18-та (1945) | ★ «Французький струмок»          | Ганс Дреєр, Ернст Феґте              | Самуель М. Комер                      |
| 18-та (1945) | «Залиш її на небесах»            | Лайл Р. Вілер, Моріс Рансфорд        | Томас Літтл                           |
| 18-та (1945) | «Національний оксамит»           | Седрік Гіббонс, Урі МакКлірі         | Едвін Б. Вілліс, Мілдред Гріффітс     |
| 18-та (1945) | «Сан-Антоніо»                    | Тед Сміт                             | Джек МакКонагі                        |
| 18-та (1945) | «Тисяча і одна ніч»              | Стівен Гуссон, Рудольф Стернад       | Френк Таттл                           |
| 19-та (1946) | Чорно-білий                      | Чорно-білий                          | Чорно-білий                           |
| 19-та (1946) | ★«Анна і король Сіама»           | Лайл Р. Вілер, Вільям С. Дарлінґ     | Томас Літтл, Френк Е. Г'юз            |
| 19-та (1946) | «Кітті»                          | Ганс Дрейер, Волтер Тайлер           | Самуель М. Комер, Рей Мойєр           |
| 19-та (1946) | «Лезо бритви»                    | Річард Дей, Натан Джуран             | Томас Літтл, Пол С. Фокс              |
| 19-та (1946) | Кольоровий                       |                                      |                                       |
| 19-та (1946) | ★«Оленятко»                      | Седрік Гіббонс, Пол Гроусс           | Едвін Б. Вілліс                       |
| 19-та (1946) | «Цезар і Клеопатра»              | Джон Браян                           | —                                     |
| 19-та (1946) | «Генріх V»                       | Пол Шериф, Кармен Діллон             | —                                     |
| 20-та (1947) | Чорно-білий                      | Чорно-білий                          | Чорно-білий                           |
| 20-та (1947) | ★ «Великі сподівання»            | Джон Браян                           | Вільфред Шинглтон                     |
| 20-та (1947) | «Лисиці борони»                  | Лайл Р. Вілер, Моріс Рансфорд        | Томас Літтл, Пол С. Фокс              |
| 20-та (1947) | Кольоровий                       |                                      |                                       |
| 20-та (1947) | ★ «Чорний нарцис»                | Альфред Юнге                         | —                                     |
| 20-та (1947) | «Життя з батьком»                | Роберт М. Хаас                       | Джордж Джеймс Гопкінс                 |
| 21-ша (1948) | Чорно-білий                      | Чорно-білий                          | Чорно-білий                           |
| 21-ша (1948) | ★ «Гамлет»                       | Роджер К. Фурс                       | Кармен Діллон                         |
| 21-ша (1948) | «Джонні Белінда»                 | Роберт М. Хаас                       | Вільям О. Уоллес                      |
| 21-ша (1948) | Кольоровий                       |                                      |                                       |
| 21-ша (1948) | ★ «Червоні черевички»            | Хейн Хекрот                          | Артур Лоусон                          |
| 21-ша (1948) | «Жанна д'Арк»                    | Річард Дей                           | Кейсі Робертс, Джозеф Кіш             |
| 22-га (1949) | Чорно-білий                      | Чорно-білий                          | Чорно-білий                           |
| 22-га (1949) | ★ «Спадкоємиця»                  | Гаррі Хорнер, Джон Міен              | Еміль Курі                            |
| 22-га (1949) | «Заходьте до стайні»             | Лайл Вілер, Джозеф Чарльз Райт       | Томас Літтл, Пол С. Фокс              |
| 22-га (1949) | «Мадам Боварі»                   | Седрік Гіббонс, Джек Мартін Сміт     | Едвін Б. Вілліс, Річард Пефферле      |
| 22-га (1949) | Кольоровий                       |                                      |                                       |
| 22-га (1949) | ★ «Маленькі жінки»               | Седрік Гіббонс, Пол Гроусс           | Едвін Вілліс, Джек Д. Мур             |
| 22-га (1949) | «Пригоди Дон Жуана»              | Едвард Каррера                       | Лайл Рейфснайдер                      |
| 22-га (1949) | «Сарабанда для мертвих коханців» | Джим Морахан, Вільям Келлнер         | Майкл Релф                            |

### 1950-ті
| Церемонія                 | Фільм                                            | Постановник(и)                                                      | Декоратор(и)                                                            |
| ------------------------- | ------------------------------------------------ | ------------------------------------------------------------------- | ----------------------------------------------------------------------- |
| 23-тя (1950)              | Чорно-білий                                      | Чорно-білий                                                         | Чорно-білий                                                             |
| 23-тя (1950)              | ★ «Бульвар Сансет»                               | Ганс Дреєр, Джон Міен                                               | Самуель М. Комер, Рей Мойєр                                             |
| 23-тя (1950)              | «Все про Єву»                                    | Джордж Девіс, Лайл Р. Вілер                                         | Томас Літтл, Вальтер М. Скотт                                           |
| 23-тя (1950)              | «Червоний Дунай»                                 | Седрік Гіббонс, Ганс Петерс                                         | Едвін Б. Вілліс, Х'ю Хант                                               |
| 23-тя (1950)              | Кольоровий                                       |                                                                     |                                                                         |
| 23-тя (1950)              | ★ «Самсон і Даліла»                              | Ганс Дреєр, Волтер Тайлер                                           | Самуель М. Комер, Рей Мойєр                                             |
| 23-тя (1950)              | «Енні отримує вашу зброю»                        | Седрік Гіббонс, Пол Гроусс                                          | Едвін Б. Вілліс, Річард Пефферле                                        |
| 23-тя (1950)              | «Місце призначення — Місяць»                     | Ернст Феґте                                                         | Джордж Соулі                                                            |
| 24-та (1951)              | Чорно-білий                                      | Чорно-білий                                                         | Чорно-білий                                                             |
| 24-та (1951)              | ★ «Трамвай „Бажання“»                            | Річард Дей                                                          | Джордж Джеймс Гопкінс                                                   |
| 24-та (1951)              | «Занадто молода, щоб цілуватися»                 | Седрік Гіббонс, Пол Гроусс                                          | Едвін Б. Вілліс, Джек Д. Мур                                            |
| 24-та (1951)              | «Карусель»                                       | Жан д'Обонн                                                         | –                                                                       |
| 24-та (1951)              | «Будинок на Телеграфній горі»                    | Лайл Р. Вілер, Джон ДеКуір                                          | Томас Літтл, Пол С. Фокс                                                |
| 24-та (1951)              | «Чотирнадцять годин»                             | Лайл Р. Вілер, Ліланд Фуллер                                        | Томас Літтл, Фред Дж. Род                                               |
| 24-та (1951)              | Кольоровий                                       |                                                                     |                                                                         |
| 24-та (1951)              | ★ «Американець у Парижі»                         | Седрік Гіббонс, Престон Еймс                                        | Едвін Б. Вілліс, Кеог Глісон                                            |
| 24-та (1951)              | «Казки Гофмана»                                  | Хейн Хекрот                                                         | —                                                                       |
| 24-та (1951)              | «Камо грядеши»                                   | Вільям Хорнінг, Седрік Гіббонс, Едвард Карфагно                     | Х'ю Хант                                                                |
| 24-та (1951)              | «Давид і Вірсавія»                               | Лайл Р. Вілер, Джордж Девіс                                         | Томас Літтл, Пол С. Фокс                                                |
| 24-та (1951)              | «На Рив'єрі»                                     | Лайл Р. Вілер, Ліланд Фуллер                                        | Томас Літтл, Вальтер М. Скотт; музичні налаштування: Джозеф Чарльз Райт |
| 25-та (1952)              | Чорно-білий                                      | Чорно-білий                                                         | Чорно-білий                                                             |
| 25-та (1952)              | ★ «Злі й гарні»                                  | Едвард Карфагно, Седрік Гіббонс                                     | Кеог Глісон, Едвін Б. Вілліс                                            |
| 25-та (1952)              | «Керрі»                                          | Роланд Андерсон, Хал Перейра                                        | Еміль Курі                                                              |
| 25-та (1952)              | «Моя кузина Рейчел»                              | Джон ДеКуір, Лайл Р. Вілер                                          | Вальтер М. Скотт                                                        |
| 25-та (1952)              | «Рашьомон»                                       | Со Мацуяма                                                          | H. Моцумото                                                             |
| 25-та (1952)              | «Віва Сапата!»                                   | Ліланд Фуллер, Лайл Р. Вілер                                        | Клод Е. Карпентер, Томас Літтл                                          |
| 25-та (1952)              | Кольоровий                                       |                                                                     |                                                                         |
| 25-та (1952)              | ★ «Мулен Руж»                                    | Пол Шериф                                                           | Марсель Вертес                                                          |
| 25-та (1952)              | «Ганс Крістіан Андерсен»                         | Антоні Клаве, Річард Дей                                            | Говард Брістол                                                          |
| 25-та (1952)              | «Весела вдова»                                   | Седрік Гіббонс, Пол Гроусс                                          | Артур Крамс, Едвін Б. Вілліс                                            |
| 25-та (1952)              | «Тиха людина»                                    | Френк Хоталінг                                                      | Джон Маккарті-молодший, Чарльз С. Томпсон                               |
| 25-та (1952)              | «Сніги Кіліманджаро»                             | Джон ДеКуір, Лайл Р. Вілер                                          | Пол С. Фокс, Томас Літтл                                                |
| 26-та (1953)              | Чорно-білий                                      | Чорно-білий                                                         | Чорно-білий                                                             |
| 26-та (1953)              | ★ «Юлій Цезар»                                   | Едвард Карфагно, Седрік Гіббонс                                     | Х'ю Хант, Едвін Б. Вілліс                                               |
| 26-та (1953)              | «Мартін Лютер»                                   | Пол Марквіц, Фріц Маурішат                                          | —                                                                       |
| 26-та (1953)              | «Президентська леді»                             | Ліланд Фуллер, Лайл Р. Вілер                                        | Пол С. Фокс                                                             |
| 26-та (1953)              | «Римські канікули»                               | Хал Перейра, Волтер Тайлер                                          | —                                                                       |
| 26-та (1953)              | «Титанік»                                        | Моріс Рансфорд, Лайл Вілер                                          | Стюарт Райсс                                                            |
| 26-та (1953)              | Кольоровий                                       |                                                                     |                                                                         |
| 26-та (1953)              | ★ «Халат»                                        | Джордж Девіс, Лайл Р. Вілер                                         | Пол С. Фокс, Вальтер М. Скотт                                           |
| 26-та (1953)              | «Лицарі круглого столу »                         | Альфред Юнге, Ганс Петерс                                           | Джон Джарвіс                                                            |
| 26-та (1953)              | «Лілі»                                           | Седрік Гіббонс, Пол Гроусс                                          | Артур Крамс, Едвін Б. Вілліс                                            |
| 26-та (1953)              | «Історія трьох кохань»                           | Престон Еймс, Едвард Карфагно, Седрік Гіббонс, Ґабріель Сконьямілло | Кеог Глісон, Артур Крамс, Джек Д. Мур, Едвін Б. Вілліс                  |
| 26-та (1953)              | «Юна Бесс»                                       | Седрік Гіббонс, Урі МакКлірі                                        | Джек Д. Мур, Едвін Б. Вілліс                                            |
| 27-ма (1954)              | Чорно-білий                                      | Чорно-білий                                                         | Чорно-білий                                                             |
| 27-ма (1954)              | ★ «У порту»                                      | Річард Дей                                                          | —                                                                       |
| 27-ма (1954)              | «Сільська дівчина»                               | Роланд Андерсон, Хал Перейра                                        | Самуель М. Комер, Грейс Грегорі                                         |
| 27-ма (1954)              | «Адміністративна влада»                          | Седрік Гіббонс, Едвард Карфагно                                     | Едвін Б. Вілліс, Еміль Курі                                             |
| 27-ма (1954)              | «Задоволення»                                    | Макс Офюльс                                                         | —                                                                       |
| 27-ма (1954)              | «Сабріна»                                        | Хал Перейра, Волтер Тайлер                                          | Самуель М. Комер, Рей Мойєр                                             |
| 27-ма (1954)              | Кольоровий                                       |                                                                     |                                                                         |
| 27-ма (1954)              | ★ «20 000 льє під водою»                         | Джон Міен                                                           | Еміль Курі                                                              |
| 27-ма (1954)              | «Бригадун»                                       | Седрік Гіббонс, Престон Еймс                                        | Едвін Б. Вілліс, Кеог Глісон                                            |
| 27-ма (1954)              | «Дезіре»                                         | Лайл Р. Вілер, Ліланд Фуллер                                        | Вальтер М. Скотт, Пол С. Фокс                                           |
| 27-ма (1954)              | «Червоні підв'язки»                              | Хал Перейра, Роланд Андерсон                                        | Самуель М. Комер, Рей Мойєр                                             |
| 27-ма (1954)              | «Народження зірки »                              | Малкольм Берт, Джин Аллен                                           | Ірен Шарафф, Джордж Джеймс Гопкінс                                      |
| 28-ма (1955)              | Чорно-білий                                      | Чорно-білий                                                         | Чорно-білий                                                             |
| 28-ма (1955)              | ★ «Татуйована троянда»                           | Хал Перейра, Тамбі Ларсен                                           | Самуель М. Комер, Артур Крамс                                           |
| 28-ма (1955)              | «Шкільні джунглі»                                | Седрік Гіббонс, Рендалл Дуелл                                       | Едвін Б. Вілліс, Генрі Грейс                                            |
| 28-ма (1955)              | «Я буду плакати завтра»                          | Седрік Гіббонс, Малкольм Браун                                      | Едвін Б. Вілліс, Х'ю Хант                                               |
| 28-ма (1955)              | «Людина із золотою рукою»                        | Джозеф Чарльз Райт                                                  | Даррелл Сілвера                                                         |
| 28-ма (1955)              | «Марті»                                          | Тед Хаворт, Волтер М. Сімондс                                       | Роберт Прістлі                                                          |
| 28-ма (1955)              | Кольоровий                                       |                                                                     |                                                                         |
| 28-ма (1955)              | ★ «Пікнік»                                       | Вільям Фленнері                                                     | Джо Мільзінер, Роберт Прістлі                                           |
| 28-ма (1955)              | «Тато довгоногий»                                | Лайл Р. Вілер, Джон ДеКуір                                          | Вальтер М. Скотт, Пол С. Фокс                                           |
| 28-ма (1955)              | «Хлопці та ляльки»                               | Олівер Сміт, Джозеф Чарльз Райт                                     | Говард Брістол                                                          |
| 28-ма (1955)              | «Кохання — найчудовіша річ на світі»             | Лайл Р. Вілер, Джордж Девіс                                         | Вальтер М. Скотт,                                                       |
| 28-ма (1955)              | «Спіймати злодія»                                | Хал Перейра, Джозеф Макміллан Джонсон                               | Самуель М. Комер, Артур Крамс                                           |
| 29-та (1956)              | Чорно-білий                                      | Чорно-білий                                                         | Чорно-білий                                                             |
| 29-та (1956)              | ★ «Хтось там нагорі любить мене»                 | Седрік Гіббонс, Малкольм Браун                                      | Едвін Б. Вілліс, Кеог Глісон                                            |
| 29-та (1956)              | «Сім самураїв»                                   | Со Мацуяма                                                          | —                                                                       |
| 29-та (1956)              | «Горді та непристойні»                           | Хал Перейра, A. Ерл Хедрік                                          | Самуель М. Комер, Френк Р. Маккелві                                     |
| 29-та (1956)              | «Кадилак із чистого золота»                      | Росс Беллах                                                         | Вільям Кірнан, Луїс Діаж                                                |
| 29-та (1956)              | «Бунтар-підліток»                                | Лайл Р. Вілер, Джек Мартін Сміт                                     | Вальтер М. Скотт, Стюарт Рейсс                                          |
| 29-та (1956)              | Кольоровий                                       |                                                                     |                                                                         |
| 29-та (1956)              | ★ «Король і я»                                   | Лайл Вілер, Джон ДеКуір                                             | Вальтер М. Скотт, Пол С. Фокс                                           |
| 29-та (1956)              | «Навколо світу за 80 днів»                       | Джеймс В. Салліван, Кен Адам                                        | Росс Дж. Дауд                                                           |
| 29-та (1956)              | «Велетень»                                       | Борис Левен                                                         | Ральф С. Герст                                                          |
| 29-та (1956)              | «Жага до життя»                                  | Седрік Гіббонс, Ганс Петерс, Престон Еймс                           | Едвін Б. Вілліс, Кеог Глісон                                            |
| 29-та (1956)              | «Десять заповідей»                               | Волтер Тайлер, Альберт Нозакі                                       | Самуель М. Комер, Рей Мойєр                                             |
| 30-та (1957)              |                                                  |                                                                     |                                                                         |
| ★ «Сайонара»              | Тед Хаворт                                       | Роберт Прістлі                                                      |                                                                         |
| «Забавне личко»           | Хал Перейра, Джордж Девіс                        | Самуель М. Комер, Рей Мойєр                                         |                                                                         |
| «Дівчата»                 | Вільям Горнінг, Джин Аллен                       | Едвін Б. Вілліс, Річард Пефферле                                    |                                                                         |
| «Приятель Джої »          | Вальтер Гольшер                                  | Вільям Кірнан, Луїс Діаж                                            |                                                                         |
| «Округ Рейнтрі»           | Вільям Горнінг, Урі МакКлірі                     | Едвін Б. Вілліс, Х'ю Хант                                           |                                                                         |
| 31-ша (1958)              |                                                  |                                                                     |                                                                         |
| ★ «Жіжі»                  | Вільям Горнінг(посмертна нагорода), Престон Еймс | Генрі Грейс, Кеог Глісон                                            |                                                                         |
| «Тітонька Мейм»           | Малкольм Берт                                    | Джордж Джеймс Гопкінс                                               |                                                                         |
| «Дзвінок, книга і свічка» | Кері Оделл                                       | Луїс Діаж                                                           |                                                                         |
| «Певна посмішка»          | Лайл Р. Вілер, Джон ДеКуір                       | Вальтер М. Скотт, Пол С. Фокс                                       |                                                                         |
| «Запаморочення»           | Хал Перейра, Генрі Бамстед                       | Самуель М. Комер, Френк Маккелві                                    |                                                                         |
| 32-га (1959)              | Чорно-білий                                      | Чорно-білий                                                         | Чорно-білий                                                             |
| 32-га (1959)              | ★ «Щоденник Анни Франк»                          | Лайл Р. Вілер, Джордж Девіс                                         | Вальтер М. Скотт, Стюарт Рейсс                                          |
| 32-га (1959)              | «Кар'єра»                                        | Хал Перейра, Волтер Тайлер                                          | Самуель М. Комер, Артур Крамс                                           |
| 32-га (1959)              | «Останній розгніваний чоловік»                   | Карл Андерсон                                                       | Вільям Кірнан                                                           |
| 32-га (1959)              | «У джазі тільки дівчата»                         | Тед Хаворт                                                          | Едвард Бойл                                                             |
| 32-га (1959)              | «Раптом, минулого літа »                         | Олівер Мессель, Вільям Келлнер                                      | Скотт Слімон                                                            |
| 32-га (1959)              | Кольоровий                                       |                                                                     |                                                                         |
| 32-га (1959)              | ★ «Бен-Гур»                                      | Вільям Горнінг (посмертна нагорода), Едвард Карфагно                | Х'ю Хант                                                                |
| 32-га (1959)              | «Великий рибалка»                                | Джон ДеКуір                                                         | Джулія Герон                                                            |
| 32-га (1959)              | «Подорож до центру Землі»                        | Лайл Р. Вілер, Франц Бачелін, Герман Блюменталь                     | Вальтер М. Скотт, Джозеф Кіш                                            |
| 32-га (1959)              | «На північ через північний захід»                | Вільям Горнінг (посмертна номінація), Роберт Ф. Бойл, Меррілл Пай   | Генрі Грейс, Френк Маккелві                                             |
| 32-га (1959)              | «Розмова в ліжку»                                | Річард Г. Рідель (посмертна номінація)                              | Расселл Гаусман, Рубі Р. Левітт                                         |

### 1960-ті
| Церемонія                                 | Фільм                                                          | Постановник(и)                                                                                                | Декоратор(и)                                     |
| ----------------------------------------- | -------------------------------------------------------------- | --- | ------------------------------------------------ |
| 33-тя (1960)                              | Чорно-білий                                                    | Чорно-білий                                                                                                   | Чорно-білий                                      |
| 33-тя (1960)                              | ★ «Квартира»                                                   | Александр Траунер                                                                                             | Едвард Бойл                                      |
| 33-тя (1960)                              | «Факти життя»                                                  | Джозеф Макміллан Джонсон, Кеннет Рід                                                                          | Росс Дауд                                        |
| 33-тя (1960)                              | «Психо»                                                        | Джозеф Херлі, Роберт Клатворті                                                                                | Джордж Майло                                     |
| 33-тя (1960)                              | «Сини і коханці»                                               | Томас Н. Морахан                                                                                              | Лайонел Кауч                                     |
| 33-тя (1960)                              | «Візит на малу планету»                                        | Хал Перейра, Волтер Тайлер                                                                                    | Самуель М. Комер, Артур Крамс                    |
| 33-тя (1960)                              | Кольоровий                                                     | |                                                  |
| 33-тя (1960)                              | ★ «Спартак»                                                    | Олександр Голіцин, Ерік Орбом                                                                                 | Расселл Гаусман, Джулія Герон                    |
| 33-тя (1960)                              | «Сімаррон»                                                     | Джордж Девіс, Еддісон Хер                                                                                     | Генрі Грейс, Х'ю Хант, Отто Сігел                |
| 33-тя (1960)                              | «Це почалося в Неаполі»                                        | Хал Перейра, Роланд Андерсон                                                                                  | Самуель М. Комер, Арріго Бреші                   |
| 33-тя (1960)                              | «Пепе»                                                         | Тед Хаворт | Вільям Кірнан                                    |
| 33-тя (1960)                              | «Схід сонця в Кампобелло»                                      | Едвард Каррера                                                                                                | Джордж Джеймс Гопкінс                            |
| 34-та (1961)                              | Чорно-білий                                                    | Чорно-білий                                                                                                   | Чорно-білий                                      |
| 34-та (1961)                              | ★ «Шахрай»                                                     | Гаррі Хорнер                                                                                                  | Джин Каллахан                                    |
| 34-та (1961)                              | «Розсіяний професор»                                           | Керролл Кларк                                                                                                 | Еміль Курі, Гал Гаусман                          |
| 34-та (1961)                              | «Дитяча година»                                                | Фернандо Каррера                                                                                              | Едвард Бойл                                      |
| 34-та (1961)                              | «Нюрнберзький процес»                                          | Рудольф Стернад                                                                                               | Джордж Майло                                     |
| 34-та (1961)                              | «Солодке життя»                                                | П'єро Герарді                                                                                                 | —                                                |
| 34-та (1961)                              | Кольоровий                                                     | |                                                  |
| 34-та (1961)                              | ★ «Вестсайдська історія»                                       | Борис Левен                                                                                                   | Віктор Ганжелін                                  |
| 34-та (1961)                              | «Сніданок у Тіффані»                                           | Хал Перейра, Роланд Андерсон                                                                                  | Самуель М. Комер, Рей Мойєр                      |
| 34-та (1961)                              | «Ель Сід»                                                      | Веньєро Коласанті, Джон Мур                                                                                   | —                                                |
| 34-та (1961)                              | «Пісня квіткового барабана»                                    | Олександр Голіцин, Джозеф Чарльз Райт                                                                         | Говард Брістол                                   |
| 34-та (1961)                              | «Літо і дим»                                                   | Хал Перейра, Волтер Тайлер                                                                                    | Самуель М. Комер, Артур Крамс                    |
| 35-та (1962)                              | Чорно-білий                                                    | Чорно-білий                                                                                                   | Чорно-білий                                      |
| 35-та (1962)                              | ★ «Убити пересмішника»                                         | Олександр Голіцин, Генрі Бамстед                                                                              | Олівер Емерт                                     |
| 35-та (1962)                              | «Дні вина і троянд»                                            | Джозеф Чарльз Райт                                                                                            | Джордж Джеймс Гопкінс                            |
| 35-та (1962)                              | «Найдовший день»                                               | Тед Хаворт, Леон Барсак, Вінсент Корда                                                                        | Габріель Бешир                                   |
| 35-та (1962)                              | «Період перебудови»                                            | Джордж Девіс, Едвард Карфагно                                                                                 | Генрі Грейс, Річард Пефферле                     |
| 35-та (1962)                              | «Голуб, що взяв Рим»                                           | Хал Перейра, Роланд Андерсон                                                                                  | Самуель М. Комер, Френк Р. Маккелві              |
| 35-та (1962)                              | Кольоровий                                                     | |                                                  |
| 35-та (1962)                              | ★ «Лоуренс Аравійський»                                        | Джон Бокс, Джон Столл                                                                                         | Даріо Сімоні                                     |
| 35-та (1962)                              | «Музикант»                                                     | Пол Гроусс | Джордж Джеймс Гопкінс                            |
| 35-та (1962)                              | «Заколот на „Баунті“»                                          | Джордж Девіс, Джозеф Макміллан Джонсон                                                                        | Генрі Грейс, Х'ю Хант                            |
| 35-та (1962)                              | «Цей дотик норки»                                              | Олександр Голіцин, Роберт Клатворті                                                                           | Джордж Майло                                     |
| 35-та (1962)                              | «Дивовижний світ братів Грімм»                                 | Джордж Девіс, Едвард Карфагно                                                                                 | Генрі Грейс, Річард Пефферле                     |
| 36-та (1963)                              | Чорно-білий                                                    | Чорно-білий                                                                                                   | Чорно-білий                                      |
| 36-та (1963)                              | ★ «Америка Америка»                                            | Джин Каллахан                                                                                                 | —                                                |
| 36-та (1963)                              | «8½»                                                           | П'єро Герарді                                                                                                 | –                                                |
| 36-та (1963)                              | «Худ»                                                          | Хал Перейра, Тамбі Ларсен                                                                                     | Самуель М. Комер, Роберт Р. Бентон               |
| 36-та (1963)                              | «Кохання з правильним незнайомцем»                             | Хал Перейра, Роланд Андерсон                                                                                  | Самуель М. Комер, Грейс Грегорі                  |
| 36-та (1963)                              | «Сутінки честі»                                                | Джордж Девіс, Пол Гроусс                                                                                      | Генрі Грейс, Х'ю Хант                            |
| 36-та (1963)                              | Кольоровий                                                     | |                                                  |
| 36-та (1963)                              | ★ «Клеопатра»                                                  | Джон ДеКуір, Джек Мартін Сміт, Гілярд М. Браун, Герман Блюменталь, Елвен Вебб, Моріс Пеллінг, Борис Юрага     | Вальтер М. Скотт, Пол С. Фокс, Рей Мойєр         |
| 36-та (1963)                              | «Кардинал»                                                     | Лайл Вілер | Джин Каллахан                                    |
| 36-та (1963)                              | «Засурми в ріг»                                                | Хал Перейра, Роланд Андерсон                                                                                  | Самуель М. Комер, Джеймс В. Пейн                 |
| 36-та (1963)                              | «Як підкорили Захід»                                           | Джордж Девіс, Вільям Феррарі (Список посмертних лауреатів та номінантів на премію Оскар\|посмертна номінація) | Генрі Грейс, Дон Грінвуд-молодший, Джек Міллс    |
| 36-та (1963)                              | «Том Джонс»                                                    | Ральф В. Брінтон, Джоселін Герберт, Тед Маршалл                                                               | Джозі МакЕвін                                    |
| 37-ма (1964)                              | Чорно-білий                                                    | Чорно-білий                                                                                                   | Чорно-білий                                      |
| 37-ма (1964)                              | ★ «Грек Зорба»                                                 | Василіс Фотопулос                                                                                             | —                                                |
| 37-ма (1964)                              | «Американізація Емілі»                                         | Джордж Девіс, Ганс Петерс, Елліот Скотт                                                                       | Генрі Грейс, Роберт Р. Бентон                    |
| 37-ма (1964)                              | «Тихше, тихше, мила Шарлотто»                                  | Вільям Глазго                                                                                                 | Рафаель Бреттон                                  |
| 37-ма (1964)                              | «Ніч ігуани»                                                   | Стівен Б. Граймс                                                                                              | —                                                |
| 37-ма (1964)                              | «Сім днів у травні»                                            | Кері Оделл | Едвард Бойл                                      |
| 37-ма (1964)                              | Кольоровий                                                     | |                                                  |
| 37-ма (1964)                              | ★ «Моя чарівна леді»                                           | Джин Аллен, Сесіл Бітон                                                                                       | Джордж Джеймс Гопкінс                            |
| 37-ма (1964)                              | «Бекет»                                                        | Джон Браян, Моріс Картер                                                                                      | Патрік Маклафлін, Роберт Картрайт                |
| 37-ма (1964)                              | «Мері Поппінс»                                                 | Керролл Кларк, Вільям Тантке                                                                                  | Еміль Курі, Гал Гаусман                          |
| 37-ма (1964)                              | «Непотоплювана Моллі Браун»                                    | Джордж Девіс, Престон Еймс                                                                                    | Генрі Грейс, Х'ю Хант                            |
| 37-ма (1964)                              | «Так тримати!»                                                 | Джек Мартін Сміт, Тед Хаворт                                                                                  | Вальтер М. Скотт, Стюарт Рейсс                   |
| 38-ма (1965)                              | Чорно-білий                                                    | Чорно-білий                                                                                                   | Чорно-білий                                      |
| 38-ма (1965)                              | ★ «Корабель дурнів»                                            | Роберт Клатворті                                                                                              | Джозеф Кіш                                       |
| 38-ма (1965)                              | «Король Щур»                                                   | Роберт Еммет Сміт                                                                                             | Френк Таттл                                      |
| 38-ма (1965)                              | «Клаптик блакиті»                                              | Джордж Девіс, Урі МакКлірі                                                                                    | Генрі Грейс, Чарльз Томпсон                      |
| 38-ма (1965)                              | «Тонка нитка»                                                  | Хал Перейра, Джек Поплін                                                                                      | Роберт Р. Бентон, Джозеф Кіш                     |
| 38-ма (1965)                              | «Шпигун, що прийшов із холоду»                                 | Хал Перейра, Тамбі Ларсен                                                                                     | Тед Маршалл, Джозі МакЕвін                       |
| 38-ма (1965)                              | Кольоровий                                                     | |                                                  |
| 38-ма (1965)                              | ★ «Доктор Живаго»                                              | Джон Бокс, Теренс Марш                                                                                        | Даріо Сімоні                                     |
| 38-ма (1965)                              | «Агонія та екстаз»                                             | Джон ДеКуір, Джек Мартін Сміт                                                                                 | Даріо Сімоні                                     |
| 38-ма (1965)                              | «Найвеличніша історія з коли-небудь розказаних»                | Річард Дей, Вільям Дж. Кребер, Девід С. Холл (Список посмертних нагород)                                      | Рей Мойєр, Фред М. Маклін, Норман Рокетт         |
| 38-ма (1965)                              | «Усередині конюшини»                                           | Роберт Клатворті                                                                                              | Джордж Джеймс Гопкінс                            |
| 38-ма (1965)                              | «Звуки музики»                                                 | Борис Левен                                                                                                   | Вальтер М. Скотт, Рубі Р. Левітт                 |
| 39-та (1966)                              | Чорно-білий                                                    | Чорно-білий                                                                                                   | Чорно-білий                                      |
| 39-та (1966)                              | ★ «Хто боїться Вірджинії Вульф?»                               | Річард Сілберт                                                                                                | Джордж Джеймс Гопкінс                            |
| 39-та (1966)                              | «Печиво з передбаченням»                                       | Роберт Лутардт                                                                                                | Едвард Бойл                                      |
| 39-та (1966)                              | «Євангеліє від Матвія»                                         | Луїджі Скаччаноче                                                                                             | —                                                |
| 39-та (1966)                              | «Чи горить Париж?»                                             | Віллі Холт | Марк Фредерікс, П'єр Гюффруа                     |
| 39-та (1966)                              | «Містер Бадвінг»                                               | Джордж Девіс, Пол Гроусс                                                                                      | Генрі Грейс, Х'ю Хант                            |
| 39-та (1966)                              | Кольоровий                                                     | |                                                  |
| 39-та (1966)                              | ★ «Фантастична подорож»                                        | Джек Мартін Сміт, Дейл Хеннесі                                                                                | Вальтер М. Скотт, Стюарт Рейсс                   |
| 39-та (1966)                              | «Гамбіт»                                                       | Олександр Голіцин, Джордж К. Вебб                                                                             | Джон Маккарті-молодший, Джон П. Остін            |
| 39-та (1966)                              | «Джульєтта і духи»                                             | П'єро Герарді                                                                                                 | —                                                |
| 39-та (1966)                              | «Оскар»                                                        | Хал Перейра, Артур Лонерган                                                                                   | Роберт Р. Бентон, Джеймс В. Пейн                 |
| 39-та (1966)                              | «Піщана галька»                                                | Борис Левен                                                                                                   | Вальтер М. Скотт, Джон Стертевант, Вільям Кірнан |
| 40-ва (1967)                              |                                                                | |                                                  |
| ★ «Камелот»                               | Джон Траскотт, Едвард Каррера                                  | Джон В. Браун                                                                                                 |                                                  |
| «Доктор Доліттл»                          | Маріо Кьярі, Джек Мартін Сміт, Ед Грейвс                       | Вальтер М. Скотт, Стюарт Рейсс                                                                                |                                                  |
| «Вгадай, хто прийде на вечерю»            | Роберт Клатворті                                               | Френк Таттл                                                                                                   |                                                  |
| «Приборкання норовливої»                  | Лоренцо Монджардіно, Джон ДеКуір, Елвен Вебб, Джузеппе Маріані | Даріо Сімоні, Луїджі Джервазі                                                                                 |                                                  |
| «Цілком сучасна Міллі»                    | Олександр Голіцин, Джордж К. Вебб                              | Говард Брістол                                                                                                |                                                  |
| 41-ша (1968)                              |                                                                | |                                                  |
| ★ «Олівер!»                               | Джон Бокс, Теренс Марш                                         | Вернон Діксон, Кен Маґґлестон                                                                                 |                                                  |
| «Космічна одіссея 2001 року»              | Ентоні Мастерс, Гаррі Ланге, Ернест Арчер                      | – |                                                  |
| «Черевики рибалки»                        | Джордж Девіс, Едвард Карфагно                                  | – |                                                  |
| «Зірка!»                                  | Борис Левен                                                    | Вальтер М. Скотт, Говард Брістол                                                                              |                                                  |
| «Війна і мир»                             | Михайло Богданов, Геннадій М'ясников                           | Георгій Кошелев, В. Уваров                                                                                    |                                                  |
| 42-га (1969)                              |                                                                | |                                                  |
| ★ «Привіт, лялечко!»                      | Джон ДеКуір, Джек Мартін Сміт, Герман Блюменталь               | Вальтер М. Скотт, Джордж Джеймс Гопкінс, Рафаель Бреттон                                                      |                                                  |
| «Анна на тисячу днів»                     | Моріс Картер, Лайонел Кауч                                     | Патрік Маклафлін                                                                                              |                                                  |
| «Гейлі, Гейлі»                            | Роберт Ф. Бойл, Джордж Б. Чан                                  | Едвард Бойл, Карл Біддіскомб                                                                                  |                                                  |
| «Солодка милість»                         | Олександр Голіцин, Джордж К. Вебб                              | Джек Д. Мур                                                                                                   |                                                  |
| «Загнаних коней пристрілюють, чи не так?» | Гаррі Хорнер                                                   | Френк Р. Маккелві                                                                                             |                                                  |

### 1970-ті
| Церемонія                           | Фільм                                                          | Постановник(и)                                                                                   | Декоратор(и) |
| ----------------------------------- | -------------------------------------------------------------- | ------------------------------------------------------------------------------------------------ | ------------ |
| 43-тя (1970)                        |                                                                |                                                                                                  |              |
| ★ «Паттон»                          | Урі МакКлірі, Гіл Паррондо                                     | Антоніо Матеос, П'єр-Луї Тевене                                                                  |              |
| «Аеропорт»                          | Олександр Голіцин, Престон Еймс                                | Джек Д. Мур, Міккі С. Майклз                                                                     |              |
| «Моллі Магуайрз»                    | Тамбі Ларсен                                                   | Даррелл Сілвера                                                                                  |              |
| «Скрудж»                            | Теренс Марш, Роберт Картрайт                                   | Памела Корнелл                                                                                   |              |
| «Тора! Тора! Тора!»                 | Джек Мартін Сміт, Йошіро Муракі, Річард Дей, Тайдзо Кавашіма   | Вальтер М. Скотт, Норман Рокетт, Карл Біддіскомб]]                                               |              |
| 44-та (1971)                        |                                                                |                                                                                                  |              |
| ★ «Микола і Олександра»             | Джон Бокс, Ернест Арчер, Джек Максстед, Гіл Паррондо           | Вернон Діксон                                                                                    |              |
| «Штам „Андромеда“»                  | Борис Левен, Вільям Г. Танке                                   | Рубі Р. Левітт                                                                                   |              |
| «Ручки для ліжок і мітли»           | Джон Б. Менсбрідж, Пітер Елленшоу                              | Еміль Курі, Гал Гаусман                                                                          |              |
| «Скрипаль на даху»                  | Роберт Ф. Бойл, Майкл Стрінгер                                 | Даррелл Сілвера                                                                                  |              |
| «Марія, королева Шотландії»         | Теренс Марш, Роберт Картрайт                                   | Пітер Говітт                                                                                     |              |
| 45-та (1972)                        |                                                                |                                                                                                  |              |
| ★ «Кабаре»                          | Рольф Зехетбауер, Ганс Юрген Кібах                             | Герберт Страбель                                                                                 |              |
| «Леді співає блюз»                  | Карл Андерсон                                                  | Редж Аллен                                                                                       |              |
| «Пригоди „Посейдона“»               | Вільям Дж. Кребер                                              | Рафаель Бреттон                                                                                  |              |
| «Подорожі з моєю тіткою»            | Джон Бокс, Гіл Паррондо, Роберт В. Лейнг                       | —                                                                                                |              |
| «Молодий Вінстон»                   | Дональд М. Ештон, Джеффрі Дрейк                                | Джон Грейсмарк, Вільям Гатчінсон, Пітер Джеймс                                                   |              |
| 46-та (1973)                        |                                                                |                                                                                                  |              |
| ★ «Афера»                           | Генрі Бамстед                                                  | Джеймс В. Пейн                                                                                   |              |
| «Брат Сонце, сестра Місяць»         | Лоренцо Монджардіно, Джанні Кваранта                           | Кармело Патроно                                                                                  |              |
| «Екзорцист»                         | Білл Меллі                                                     | Джеррі Вундерліх                                                                                 |              |
| «Том Сойєр»                         | Філіп М. Джеффріс                                              | Роберт де Вестель                                                                                |              |
| «Якими ми були»                     | Стівен Б. Граймс                                               | Вільям Кірнан (Список посмертних лауреатів та номінантів на премію «Оскар»\|посмертна номінація) |              |
| 47-ма (1974)                        |                                                                |                                                                                                  |              |
| ★ «Хрещений батько 2»               | Дін Тавуларіс, Анджело П. Грем                                 | Джордж Р. Нельсон                                                                                |              |
| «Китайський квартал»                | Річард Сілберт, В. Стюарт Кемпбелл                             | Рубі Р. Левітт                                                                                   |              |
| «Землетрус»                         | Олександр Голіцин, Престон Еймс                                | Френк Р. Маккелві                                                                                |              |
| «Острів на вершині світу»           | Пітер Елленшоу, Джон Б. Менсбрідж, Волтер Тайлер, Ел Рулофс    | Гал Гаусман                                                                                      |              |
| «Пекло в піднебессі»                | Вільям Дж. Кребер, Ворд Престон                                | Рафаель Бреттон                                                                                  |              |
| 48-ма (1975)                        |                                                                |                                                                                                  |              |
| ★ «Баррі Ліндон»                    | Кен Адам, Рой Вокер                                            | Вернон Діксон                                                                                    |              |
| «Гінденбург»                        | Едвард Карфагно                                                | Френк Р. Маккелві                                                                                |              |
| «Людина, яка могла б стати королем» | Александр Траунер, Тоні Інгліс                                 | Пітер Джеймс                                                                                     |              |
| «Шампунь»                           | Річард Сілберт, В. Стюарт Кемпбелл                             | Джордж Гейнс                                                                                     |              |
| «Сонячні хлопчики»                  | Альберт Бреннер                                                | Марвін Марч                                                                                      |              |
| 49-та (1976)                        |                                                                |                                                                                                  |              |
| ★ «Вся президентська рать»          | Джордж Дженкінс                                                | Джордж Гейнс                                                                                     |              |
| «Неймовірна Сара»                   | Елліот Скотт                                                   | Норман Рейнольдс                                                                                 |              |
| «Останній магнат»                   | Джин Каллахан, Джек Т. Колліс                                  | Джеррі Вундерліх                                                                                 |              |
| «Втеча Логана»                      | Дейл Хеннесі                                                   | Роберт Де Вестель                                                                                |              |
| «Найвлучніший»                      | Роберт Ф. Бойл                                                 | Артур Джеф Паркер                                                                                |              |
| 50-та (1977)                        |                                                                |                                                                                                  |              |
| ★ «Зоряні війни»                    | Джон Баррі, Норман Рейнольдс, Леслі Діллі                      | Роджер Крістіан                                                                                  |              |
| «Аеропорт 77»                       | Джордж К. Вебб                                                 | Міккі С. Майклз                                                                                  |              |
| «Близькі контакти третього ступеня» | Джо Алвес, Деніел А. Ломино                                    | Філ Абрамсон                                                                                     |              |
| «Шпигун, який мене кохав»           | Кен Адам, Пітер Ламонт                                         | Г'ю Скейф                                                                                        |              |
| «Переломний момент»                 | Альберт Бреннер                                                | Марвін Марч                                                                                      |              |
| 51-ша (1978)                        |                                                                |                                                                                                  |              |
| ★ «Небеса можуть зачекати»          | Пол Сілберт, Едвін О'Донован                                   | Джордж Гейнс                                                                                     |              |
| «Пограбування Брінкса»              | Дін Тавуларіс, Анджело П. Грем                                 | Джордж Р. Нельсон, Брюс Кей                                                                      |              |
| «Каліфорнійський люкс»              | Альберт Бреннер                                                | Марвін Марч                                                                                      |              |
| «Інтер'єри»                         | Мел Борн                                                       | Деніел Роберт                                                                                    |              |
| «Віз»                               | Тоні Волтон, Філіп Розенберг                                   | Едвард Стюарт, Роберт Драмхеллер                                                                 |              |
| 52-га (1979)                        |                                                                |                                                                                                  |              |
| ★ «Весь цей джаз»                   | Філіп Розенберг, Тоні Волтон                                   | Едвард Стюарт, Гарі Брінк                                                                        |              |
| «Чужий»                             | Майкл Сеймур, Леслі Діллі, Роджер Крістіан                     | Ян Віттакер                                                                                      |              |
| «Апокаліпсис сьогодні»              | Дін Тавуларіс, Анджело П. Грем                                 | Джордж Р. Нельсон                                                                                |              |
| «Китайський синдром»                | Джордж Дженкінс                                                | Артур Джеф Паркер                                                                                |              |
| «Зоряний шлях: Фільм»               | Гарольд Міхельсон, Джозеф Дженнінгс, Леон Гарріс, Джон Валлоне | Лінда ДеСкенна                                                                                   |              |

### 1980-ті
| Церемонія                                         | Фільм | Постановник(и)                                                                                                 | Декоратор(и) |
| ------------------------------------------------- | --- | --- | ------------ |
| 53-тя (1980)                                      | | |              |
| ★ «Тесс»                                          | П'єр Гюффруа, Джек Стівенс | — |              |
| «Дочка шахтаря»                                   | Джон В. Корсо | Джон М. Дуайєр                                                                                                 |              |
| «Людина-слон»                                     | Стюарт Крейг, Роберт Картрайт | Г'ю Скейф |              |
| «Зоряні війни: Імперія завдає удару у відповідь»  | Норман Рейнольдс, Леслі Діллі, Гаррі Ланге, Алан Томкінс | Майкл Д. Форд                                                                                                  |              |
| «Тінь воїна»                                      | Йошіро Муракі | — |              |
| 54-та (1981)                                      | | |              |
| ★ «Індіана Джонс: У пошуках втраченого ковчега»   | Норман Рейнольдс, Леслі Діллі | Майкл Д. Форд                                                                                                  |              |
| «Жінка французького лейтенанта»                   | Ашетон Гортон | Енн Молло |              |
| «Брама небесна»                                   | Тамбі Ларсен | Джеймс Л. Беркі                                                                                                |              |
| «Регтайм»                                         | Джон Грейсмарк, Патріція фон Бранденштайн, Тоні Редінг | Помилка Lua: too many expensive function calls., Помилка Lua: too many expensive function calls., Пітер Говітт |              |
| «Червоні»                                         | Річард Сілберт | Помилка Lua: too many expensive function calls.                                                                |              |
| 55-та (1982)                                      | | |              |
| ★ «Ганді»                                         | Стюарт Крейг, Роберт В. Лейнг | Майкл Сейртон                                                                                                  |              |
| «Енні»                                            | Дейл Хеннесі (посмертна номінація) | Марвін Марч |              |
| «Той, що біжить по лезу»                          | Помилка Lua: too many expensive function calls., Помилка Lua: too many expensive function calls.                                                                      | Лінда ДеСкенна                                                                                                 |              |
| «Помилка Lua: too many expensive function calls.» | Франко Дзеффіреллі, Джанні Каранта | — |              |
| «Віктор/Вікторія»                                 | Помилка Lua: too many expensive function calls., Помилка Lua: too many expensive function calls., Помилка Lua: too many expensive function calls.                     | Помилка Lua: too many expensive function calls.                                                                |              |
| 56-та (1983)                                      | | |              |
| ★ «Фанні та Олександр»                            | Помилка Lua: too many expensive function calls. | Помилка Lua: too many expensive function calls.                                                                |              |
| «Повернення джедая»                               | Норман Рейнольдс, Помилка Lua: too many expensive function calls., Помилка Lua: too many expensive function calls.                                                    | Майкл Д. Форд                                                                                                  |              |
| «Справжні чоловіки»                               | Помилка Lua: too many expensive function calls., Помилка Lua: too many expensive function calls., В. Стюарт Кемпбелл, Помилка Lua: too many expensive function calls. | Помилка Lua: too many expensive function calls., Джордж Р. Нельсон                                             |              |
| «Мова ніжності»                                   | Помилка Lua: too many expensive function calls., Гарольд Міхельсон | Помилка Lua: too many expensive function calls., Помилка Lua: too many expensive function calls.               |              |
| «Помилка Lua: too many expensive function calls.» | Помилка Lua: too many expensive function calls., Помилка Lua: too many expensive function calls.                                                                      | Помилка Lua: too many expensive function calls.                                                                |              |
| 57-ма (1984)                                      | | |              |
| ★ «Амадей»                                        | Патріція фон Бранденштайн, Помилка Lua: too many expensive function calls.                                                                                            | — |              |
| «2010»                                            | Альберт Бреннер | Помилка Lua: too many expensive function calls.                                                                |              |
| «Клуб «Коттон»»                                   | Річард Сілберт | Джордж Гейнс                                                                                                   |              |
| «Природний дар»                                   | Мел Борн, Анджело П. Грем | Помилка Lua: too many expensive function calls.                                                                |              |
| «Поїздка до Індії»                                | Джон Бокс | Г'ю Скейф |              |
| 58-ма (1985)                                      | | |              |
| ★ «З Африки»                                      | Стівен Б. Граймс | Джозі МакЕвін                                                                                                  |              |
| «Бразилія»                                        | Помилка Lua: too many expensive function calls. | Помилка Lua: too many expensive function calls.                                                                |              |
| «Барва пурпурова»                                 | Помилка Lua: too many expensive function calls., Помилка Lua: too many expensive function calls.                                                                      | Лінда ДеСкенна                                                                                                 |              |
| «Ран»                                             | Йошіро Муракі, Помилка Lua: too many expensive function calls. | — |              |
| «Помилка Lua: too many expensive function calls.» | Помилка Lua: too many expensive function calls. | Помилка Lua: too many expensive function calls.                                                                |              |
| 59-та (1986)                                      | | |              |
| ★ «Кімната з видом»                               | Джанні Кваранта, Помилка Lua: too many expensive function calls. | Помилка Lua: too many expensive function calls., Помилка Lua: too many expensive function calls.               |              |
| «Чужі»                                            | Пітер Ламонт | Помилка Lua: too many expensive function calls.                                                                |              |
| «Колір грошей»                                    | Борис Левен | Помилка Lua: too many expensive function calls.                                                                |              |
| «Ганна та її сестри»                              | Помилка Lua: too many expensive function calls. | Помилка Lua: too many expensive function calls.                                                                |              |
| «Місія»                                           | Стюарт Крейг | Джек Стівенс                                                                                                   |              |
| 60-та (1987)                                      | | |              |
| ★ «Останній імператор»                            | Помилка Lua: too many expensive function calls. | Помилка Lua: too many expensive function calls., Помилка Lua: too many expensive function calls.               |              |
| «Імперія Сонця»                                   | Норман Рейнольдс | Гаррі Кордуелл                                                                                                 |              |
| «Помилка Lua: too many expensive function calls.» | Помилка Lua: too many expensive function calls. | Помилка Lua: too many expensive function calls.                                                                |              |
| «Помилка Lua: too many expensive function calls.» | Помилка Lua: too many expensive function calls. | Керол Джоффе, Помилка Lua: too many expensive function calls., Джордж ДеТітта-молодший                         |              |
| «Недоторканні»                                    | Патріція фон Бранденштайн, Помилка Lua: too many expensive function calls.                                                                                            | Гал Гаусман |              |
| 61-ша (1988)                                      | | |              |
| ★ «Небезпечні зв'язки»                            | Стюарт Крейг | Помилка Lua: too many expensive function calls.                                                                |              |
| «На пляжі»                                        | Альберт Бреннер | Помилка Lua: too many expensive function calls.                                                                |              |
| «Людина дощу»                                     | Помилка Lua: too many expensive function calls. | Лінда ДеСкенна                                                                                                 |              |
| «Такер: Людина і його мрія»                       | Дін Тавуларіс | Помилка Lua: too many expensive function calls.                                                                |              |
| «Хто підставив кролика Роджера»                   | Елліот Скотт | Пітер Говітт                                                                                                   |              |
| 62-га (1989)                                      | | |              |
| ★ «Бетмен»                                        | Помилка Lua: too many expensive function calls. | Помилка Lua: too many expensive function calls.                                                                |              |
| «Безодня»                                         | Леслі Діллі | Помилка Lua: too many expensive function calls.                                                                |              |
| «Пригоди барона Мюнхгаузена»                      | Данте Ферретті | Франческа Ло Ск'яво                                                                                            |              |
| «Водій міс Дейзі»                                 | Помилка Lua: too many expensive function calls. | Кріспіан Салліс                                                                                                |              |
| «Слава»                                           | Норман Гарвуд | Гаррет Льюїс                                                                                                   |              |

### 1990-ті
| Церемонія                                           | Фільм                                           | Артдиректор(и)      | Художник-декоратор |
| --------------------------------------------------- | ----------------------------------------------- | ------------------- | ------------------ |
| 63-тя (1990)                                        |                                                 |                     |                    |
| ★ «Дік Трейсі»                                      | Річард Сілберт                                  | Рік Сімпсон         |                    |
| «Сірано де Бержерак»                                | Еціо Фріджеріо                                  | Жак Русель          |                    |
| «Той, що танцює з вовками»                          | Джеффрі Бікрофт                                 | Ліза Дін            |                    |
| «Хрещений батько 3»                                 | Дін Тавуларіс                                   | Гарі Феттіс         |                    |
| «Гамлет»                                            | Данте Ферретті                                  | Франческа Ло Ск'яво |                    |
| 64-та (1991)                                        |                                                 |                     |                    |
| ★«Багсі»                                            | Денніс Гасснер                                  | Ненсі Хей           |                    |
| «Бартон Фінк»                                       | Денніс Гасснер                                  | Ненсі Хей           |                    |
| «Король-рибалка»                                    | Мел Борн                                        | Сінді Карр          |                    |
| «Капітан Гак»                                       | Норман Гарвуд                                   | Гаррет Льюїс        |                    |
| «Володар припливів»                                 | Пол Сілберт                                     | Керіл Геллер        |                    |
| 65-та (1992)                                        |                                                 |                     |                    |
| ★ «Маєток Говардс Енд»                              | Помилка Lua: too many expensive function calls. | Ян Віттакер         |                    |
| «Дракула»                                           | Томас Е. Сандерс                                | Гаррет Льюїс        |                    |
| «Чаплін»                                            | Стюарт Крейг                                    | Кріс А. Батлер      |                    |
| «Помилка Lua: too many expensive function calls.»   | Фердінандо Скарфіотті                           | Лінда ДеСкенна      |                    |
| «Непрощений»                                        | Генрі Бамстед                                   | Дженіс Блеккі-Гудін |                    |
| 66-та (1993)                                        |                                                 |                     |                    |
| ★ «Список Шиндлера»                                 | Аллан Старскі                                   | Ева Браун           |                    |
| «Наприкінці дня»                                    | Лучана Аррігі                                   | Ян Віттакер         |                    |
| «Моральні цінності сімейки Адамсів»                 | Кен Адам                                        | Марвін Марч         |                    |
| «Орландо»                                           | Бен Ван Ос, Ян Рульфс                           | —                   |                    |
| «Помилка Lua: too many expensive function calls.»   | Данте Ферретті                                  | Роберт Дж. Франко   |                    |
| 67-ма (1994)                                        |                                                 |                     |                    |
| ★ «Помилка Lua: too many expensive function calls.» | Кен Адам                                        | Керолін Скотт       |                    |
| «Інтерв'ю з вампіром: Хроніка життя вампіра»        | Данте Ферретті                                  | Франческа Ло Ск'яво |                    |
| «Форрест Ґамп»                                      | Рік Картер                                      | Ненсі Хей           |                    |
| «Кулі над Бродвеєм»                                 | Санто Локуасто                                  | Сьюзан Боде         |                    |
| «Легенди осені»                                     | Лілі Кілверт                                    | Доррі Купер         |                    |
| 68-ма (1995)                                        |                                                 |                     |                    |
| ★ «Королівська милість»                             | Еудженіо Дзанетті                               | Еудженіо Дзанетті   |                    |
| «Аполлон-13»                                        | Майкл Коренбліт                                 | Мерідет Босуелл     |                    |
| «Бейб»                                              | Роджер Форд                                     | Керрі Браун         |                    |
| «Помилка Lua: too many expensive function calls.»   | Бо Велч                                         | Шеріл Карасік       |                    |
| «Помилка Lua: too many expensive function calls.»   | Тоні Берроу                                     | Тоні Берроу         |                    |
| 69-та (1996)                                        |                                                 |                     |                    |
| ★ «Англійський пацієнт»                             | Стюарт Крейг                                    | Стефані Макміллан   |                    |
| «Гамлет»                                            | Тім Гарві                                       | Тім Гарві           |                    |
| «Евіта»                                             | Браян Морріс                                    | Філіп Турлюр        |                    |
| «Клітка для пташок»                                 | Бо Велч                                         | Шеріл Карасік       |                    |
| «Ромео+Джульєта»                                    | Кетрін Мартін                                   | Бріжит Брох         |                    |
| 70-та (1997)                                        |                                                 |                     |                    |
| ★ «Титанік»                                         | Пітер Ламонт                                    | Майкл Д. Форд       |                    |
| «Гаттака»                                           | Ян Рульфс                                       | Ненсі Най           |                    |
| «Люди в чорному»                                    | Бо Велч                                         | Шеріл Карасік       |                    |
| «Таємниці Лос-Анджелеса»                            | Жанін Оппволл                                   | Джей Харт           |                    |
| «Помилка Lua: too many expensive function calls.»   | Данте Ферретті                                  | Франческа Ло Ск'яво |                    |
| 71-ша (1998)                                        |                                                 |                     |                    |
| ★ «Закоханий Шекспір»                               | Мартін Чайлдс                                   | Джилл Кертьє        |                    |
| «Врятувати рядового Раяна»                          | Томас Е. Сандерс                                | Ліза Дін            |                    |
| «Єлизавета»                                         | Джон Міре                                       | Пітер Говітт        |                    |
| «Куди приводять мрії»                               | Еудженіо Дзанетті                               | Сінді Карр          |                    |
| «Плезантвіль»                                       | Жанін Оппволл                                   | Джей Харт           |                    |
| 72-га (1999)                                        |                                                 |                     |                    |
| ★«Сонна лощина»                                     | Рик Гайнрігс                                    | Пітер Янг           |                    |
| «Анна та король»                                    | Лучана Аррігі                                   | Єн Вітейкер         |                    |
| «Правила виноробів»                                 | Девід Гропмен                                   | Бет А. Рубіно       |                    |
| «Талановитий містер Ріплі»                          | Рой Волкер                                      | Бруно Чезари        |                    |
| «Гармидер»                                          | Єва Стюарт                                      | Джон Буш            |                    |

### 2000-ні
| Церемонія                                      | Фільм(и)                                        | Постановник(и)                                  | Декоратор(и) |
| ---------------------------------------------- | ----------------------------------------------- | ----------------------------------------------- | ------------ |
| 73-тя (2000)                                   |                                                 |                                                 |              |
| ★«Тигр, що підкрадається, дракон, що зачаївся» | Тіммі Йип                                       | –                                               |              |
| «Як Ґрінч украв Різдво»                        | Майкл Коренбліт                                 | Мерідет Босвелл                                 |              |
| «Гладіатор»                                    | Артур Макс                                      | Кріспіан Салліс                                 |              |
| «Перо маркіза де Сада»                         | Мартін Чайлдс                                   | Джилл Куїртьєр                                  |              |
| «Ватель»                                       | Жан Рабасса                                     | Франсуаз Бенуа-Фреско                           |              |
| 74-та (2001)                                   |                                                 |                                                 |              |
| «Мулен Руж!»                                   | Кетрін Мартін                                   | Бріджитт Брош                                   |              |
| «Амелі»                                        | Алін Бонетто                                    | Марі-Лор Валла                                  |              |
| «Госфорд-парк»                                 | Стефен Олтмен                                   | Ганна Піннок                                    |              |
| «Гаррі Поттер і філософський камінь»           | Стюарт Крейг                                    | Стефані Макміллан                               |              |
| «Володар перснів: Хранителі Персня»            | Грант Мейджор                                   | Ден Хенна                                       |              |
| 75-та (2002)                                   |                                                 |                                                 |              |
| ★«Чикаго                                       | Джон Мір                                        | Ґордон Сім                                      |              |
| »Фріда"                                        | Феліпе Фернандез Дел Пасо                       | Ганія Робледо                                   |              |
| «Банди Нью-Йорка»                              | Данте Ферретті                                  | Франческа Ло Ск'яво                             |              |
| «Володар перснів: Дві вежі»                    | Грант Мейджор                                   | Ден Генна, Алан Лі                              |              |
| «Проклятий шлях»                               | Денніс Гасснер                                  | Ненсі Гей                                       |              |
| 76-та (2003)                                   |                                                 |                                                 |              |
| ★«Володар перснів: Повернення короля»          | Грант Мейджор                                   | Ден Генна, Алан Лі (и)                          |              |
| «Дівчина з перлинною сережкою»                 | Бен Ван Ос                                      | Сесіль Гейдеман                                 |              |
| «Останній самурай»                             | Ліллі Кілверт                                   | Гретчен Рау                                     |              |
| «Володар морів»                                | Вільям Сенделл                                  | Роберт Гулд                                     |              |
| «Фаворит»                                      | Жаннин Клаудія Оппволл                          | Леслі А. Повп                                   |              |
| 77-ма (2004)                                   |                                                 |                                                 |              |
| ★«Авіатор»                                     | Данте Ферретті                                  | Франческа Ло Ск'яво                             |              |
| «Чарівна країна»                               | Джемма Джексон                                  | Тріша Едвардс                                   |              |
| «Лемоні Снікет: 33 нещастя»                    | Рик Гайнрігс                                    | Шеріл Карасик                                   |              |
| «Привид Опери»                                 | Ентоні Претт                                    | Селія Бобак                                     |              |
| «Тривалі заручини»                             | Алін Бонетто                                    | —                                               |              |
| 78-ма (2005)                                   |                                                 |                                                 |              |
| ★«Мемуари гейші»                               | Джон Мир                                        | Гретчен Рау                                     |              |
| «Добраніч і хай вам щастить»                   | Джеймс Д. Бісселл                               | Жан Паскаль                                     |              |
| «Гаррі Поттер і келих вогню»                   | Стюарт Крейг                                    | Стефані Макміллан                               |              |
| «Кінг-Конг»                                    | Грант Мейджор                                   | Ден Хенна, Саймон Брайт (и)                     |              |
| «Гордість і упередження»                       | Помилка Lua: too many expensive function calls. | Помилка Lua: too many expensive function calls. |              |
| 79-та (2006)                                   |                                                 |                                                 |              |
| ★«Лабіринт Фавна»                              | Еухеніо Кабальєро                               | Пілар Ревуельта                                 |              |
| «Дівчата мрії»                                 | Джон Мир                                        | Ненсі Гей                                       |              |
| «Хибна спокуса»                                | Жаннин Клаудія Оппуолл                          | Гретчен Рау, Леслі Е. Роллінз (и)               |              |
| «Пірати Карибського моря: Скриня мерця»        | Рик Гайнрігс                                    | Шеріл Карасик                                   |              |
| «Престиж»                                      | Натан Краулі                                    | Джулі Очіпінті                                  |              |
| 80-та (2007)                                   |                                                 |                                                 |              |
| ★«Суїні Тодд, демон-перукар з Фліт-стріт»      | Данте Ферретті                                  | Франческа Ло Ск'яво                             |              |
| «Гангстер»                                     | Артур Макс                                      | Бет А. Рубіно                                   |              |
| «Спокута»                                      | Сара Грінвуд                                    | Кеті Спенсер                                    |              |
| «Золотий компас»                               | Денніс Гасснер                                  | Анна Піннок                                     |              |
| «Нафта»                                        | Джек Фіск                                       | Джим Еріксон                                    |              |
| 81-ша (2008)                                   |                                                 |                                                 |              |
| ★«Загадкова історія Бенджаміна Баттона»        | Дональд Грем Берт                               | Віктор Дж. Золфо                                |              |
| «Підміна»                                      | Джеймс Дж. Муракамі                             | Гері Феттіс                                     |              |
| «Темний лицар»                                 | Натан Кроулі                                    | Пітер Ландо                                     |              |
| «Герцогиня»                                    | Майкл Карлін                                    | Ребекка Еллуей                                  |              |
| «Дорога змін»                                  | Крісті Зеа                                      | Дебра Шутт                                      |              |
| 82-га (2009)                                   |                                                 |                                                 |              |
| ★«Аватар»                                      | Рік Картер, Роберт Стромберг                    | Кім Сінклер                                     |              |
| «Імаджинаріум доктора Парнаса»                 | Девід Воррен, Анастасія Масаро                  | Керолайн Сміт                                   |              |
| «Дев'ять»                                      | Джон Майр                                       | Гордон Сім                                      |              |
| «Молода Вікторія»                              | Патріс Вермет                                   | Меггі Грей                                      |              |
| «Шерлок Холмс»                                 | Сара Грінвуд                                    | Кеті Спенсер                                    |              |

### 2010-ті
| Церемонія                                       | Фільм(и)                                        | Постановник(и)                                  | Декоратор(и) |
| ----------------------------------------------- | ----------------------------------------------- | ----------------------------------------------- | ------------ |
| 83-тя (2010)                                    |                                                 |                                                 |              |
| ★ «Аліса в Країні Чудес»                        | Роберт Стромберг                                | Карен О'Гара                                    |              |
| «Гаррі Поттер і Смертельні Реліквії»            | Стюарт Крейг                                    | Стефані Макмілан                                |              |
| «Початок»                                       | Гай Хендрікс Діас                               | Ларрі Діас і Дуг Моват                          |              |
| «Король говорить»                               | Ів Стюарт                                       | Джуді Фарр                                      |              |
| «Залізна хватка»                                | Джесс Гонкор                                    | Ненсі Гай                                       |              |
| 84-та (2011)                                    |                                                 |                                                 |              |
| ★ «Хранитель часу»                              | Данте Ферретті                                  | Франческа Ло Шіаво                              |              |
| «Артист»                                        | Лоуренс Беннетт                                 | Роберт Гулд                                     |              |
| «Гаррі Поттер і смертельні реліквії: частина 2» | Стюарт Крейг                                    | Стефані Макміллан                               |              |
| «Опівночі в Парижі»                             | Анна Сейбел                                     | Елен Дюбрей                                     |              |
| «Бойовий кінь»                                  | Рік Картер                                      | Лі Сандалес                                     |              |
| 85-та (2012)                                    |                                                 |                                                 |              |
| ★ «Лінкольн»                                    | Рік Картер                                      | Джим Еріксон                                    |              |
| «Анна Кареніна»                                 | Сара Грінвуд                                    | Кеті Спенсер                                    |              |
| «Хоббіт: Несподівана подорож»                   | Ден Хенна Ра                                    | Вінсент, Саймон Брайт                           |              |
| «Знедолені»                                     | Єва Стюарт                                      | Анна Лінч-Робінсон                              |              |
| «Життя Пі»                                      | Девід Гропман                                   | Анна Пінок                                      |              |
| 86-та (2013)                                    |                                                 |                                                 |              |
| ★ «Великий Гетсбі»                              | Кетрін Мартін                                   | Беверлі Данн                                    |              |
| «Американська афера»                            | Джуді Бекер                                     | Хезер Лоффлер                                   |              |
| «Гравітація»                                    | Енді Ніколсон                                   | Розі Гудвін, Джоенн Вуллард                     |              |
| «Вона»                                          | К. Баррет                                       | Джин Сердена                                    |              |
| «12 років рабства»                              | Адам Штокгаузен                                 | Еліс Бейкер                                     |              |
| 87-ма (2014)                                    |                                                 |                                                 |              |
| ★ «Готель „Ґранд Будапешт“»                     | Адам Штокгаузен                                 | Анна Піннок                                     |              |
| «Гра в імітацію»                                | Марія Джуркович                                 | Тетяна Макдональд                               |              |
| «Інтерстеллар»                                  | Натан Кроулі                                    | Гарі Феттіс                                     |              |
| «Містер Тернер»                                 | С'юзі Дейвіс                                    | Шарлотта Вотс                                   |              |
| «У темному-темному лісі»                        | Денніс Гасснер                                  | Анна Піннок                                     |              |
| 88-ма (2015)                                    |                                                 |                                                 |              |
| ★ «Шалений Макс: Дорога гніву»                  | Колін Гібсон                                    | Ліза Томпсон                                    |              |
| «Міст шпигунів»                                 | Адам Стокгаузен                                 | Ріна ДеАнджело, Бернгард Генрік                 |              |
| «Дівчина з Данії»                               | Ів Стюарт                                       | Майкл Стендіш                                   |              |
| «Марсіянин»                                     | Артур Макс                                      | Селія Бобак                                     |              |
| «Легенда Г'ю Гласса»                            | Джек Фіск                                       | Геміш Парді                                     |              |
| 89-та (2016)                                    |                                                 |                                                 |              |
| ★ «Ла-Ла Ленд»                                  | Девід Воско                                     | Сенді Рейнольдс-Воско                           |              |
| «Прибуття»                                      | Патріс Верметт                                  | Пол Готте                                       |              |
| «Аве, Цезар!»                                   | Джесс Гончор                                    | Ненсі Гей                                       |              |
| «Пробудження»                                   | Гай Діас                                        | Джин Сердена                                    |              |
| «Фантастичні звірі і де їх шукати»              | Стюарт Крейг                                    | Анна Піннок                                     |              |
| 90-та (2017)                                    |                                                 |                                                 |              |
| ★ «Форма води»                                  | Пол Д. Остерберрі                               | Шейн Віє та Джефф Мелвін                        |              |
| «Красуня і Чудовисько»                          | Сара Грінвуд                                    | Кеті Спенсер                                    |              |
| «Темні часи»                                    | Сара Грінвуд                                    | Кеті Спенсер                                    |              |
| «Дюнкерк»                                       | Нейтан Краулі                                   | Гарі Феттіс                                     |              |
| «Той, хто біжить по лезу 2049»                  | Денніс Гасснер                                  | Алессандра Керцола                              |              |
| 91-ша (2018)                                    |                                                 |                                                 |              |
| ★ «Чорна Пантера»                               | Ханна Бічлер                                    | Джей Гарт                                       |              |
| «Рома»                                          | Еухеніо Кабальєро                               | Барбара Енрікес                                 |              |
| «Фаворитка»                                     | Фіона Кромбі                                    | Еліс Фелтон                                     |              |
| «Перша людина»                                  | Нейтан Краулі                                   | Кеті Лукас                                      |              |
| «Мері Поппінс повертається»                     | Джон Мір                                        | Гордон Сім                                      |              |
| 92-га (2019)                                    |                                                 |                                                 |              |
| ★ «Одного разу в… Голлівуді»                    | Барбара Лінг                                    | Ненсі Хей                                       |              |
| «Ірландець»                                     | Боб Шоу                                         | Регіна Грейвс                                   |              |
| «Кролик Джоджо»                                 | Помилка Lua: too many expensive function calls. | Нора Сопкова                                    |              |
| «1917»                                          | Денніс Гасснер                                  | Помилка Lua: too many expensive function calls. |              |
| «Паразити»                                      | Лі Ха-Джун                                      | Чо Вон-Ву                                       |              |

### 2020-ті
| Церемонія                        | Фільм                        | Постановник(и)      | Декоратор(и) |
| -------------------------------- | ---------------------------- | ------------------- | ------------ |
| 93-тя (2020)                     |                              |                     |              |
| ★«Манк»                          | Дональд Грем Берт            | Жан Паскаль         |              |
| «Батько»                         | Пітер Франціс                | Кеті Фізерстоун     |              |
| «Ма Рейні: Мати блюзу»           | Марк Рікер, Карен О'Хара     | Діана Стафтон       |              |
| «Новини світу»                   | Девід Кренк                  | Елізабет Кінан      |              |
| «Тенет»                          | Нейатан Кроулі               | Кеті Лукас          |              |
| 94-та (2021)                     |                              |                     |              |
| ★«Дюна»                          | Патріс Верметт               | Жужанна Сіпош       |              |
| «Алея жаху»                      | Тамара Деверелл              | Шейн Віо            |              |
| «Вестсайдська історія»           | Адам Штокхаузен              | Рена ДеАнджело      |              |
| «Макбет»                         | Стефан Дечант                | Ненсі Хей           |              |
| «У руках пса»                    | Грант-майор                  | Ембер Річардс       |              |
| 95-та (2022)                     |                              |                     |              |
| ★ «На західному фронті без змін» | Крістіан М. Голдбек          | Ернестін Хіппер     |              |
| «Аватар: Шлях води»              | Ділан Коул та Бен Проктер    | Ванесса Коул        |              |
| «Вавилон»                        | Флоренсія Мартін             | Ентоні Карліно      |              |
| «Елвіс»                          | Кетрін Мартін та Карен Мерфі | Бев Данн            |              |
| «Фабельмани»                     | Рік Картер                   | Карен О'Хара        |              |
| 96-та (2023)                     |                              |                     |              |
| ★ «Бідолашні створіння»          | Шона Гіт та Джеймс Прайс     | Жужа Міхалек        |              |
| «Вбивці квіткової повні»         | Джек Фіск                    | Адам Вілліс         |              |
| «Барбі»                          | Сара Грінвуд                 | Кеті Спенсер        |              |
| «Наполеон»                       | Артур Макс                   | Еллі Гріфф          |              |
| «Оппенгеймер»                    | Рут Де Йонг                  | Клер Кауфман        |              |
| 97-та (2024)                     |                              |                     |              |
| ★ «Wicked: Чародійка»            | Натан Кроулі                 | Лі Сандейлс         |              |
| «Бруталіст»                      | Джуді Беккер                 | Патриція Кучча      |              |
| «Конклав»                        | Сьюзі Дейвіс                 | Синтія Слейтер      |              |
| «Дюна: Частина друга»            | Патріс Верметт               | Шейн Віо            |              |
| «Носферату»                      | Крейг Летроп                 | Беатріс Брентнерова |              |